# یواس‌اس تاتویلا (پی‌آر-۴)
یواس‌اس تاتویلا (پی‌آر-۴) (به انگلیسی: USS Tutuila (PR-4)) یک کشتی بود که طول آن ۱۵۹ فوت ۵ اینچ (۴۸٫۵۹ متر) بود. این کشتی در سال ۱۹۲۷ ساخته شد.